# Савойский крестовый поход

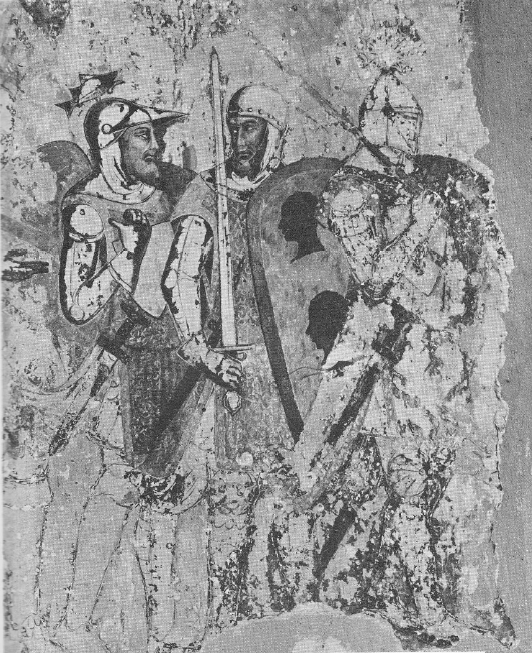
Фреска в епископском дворце Колле-ди-Валь-д’Эльса, изображающая баронов крестового похода, вероятнее всего именно 1366 года, поскольку рыцарь слева и есть Амадей VI Зелёный.

Савойский крестовый поход (1366—1367) стал последним сколько-нибудь успешным европейский крестовым походом против турок, хотя от него также, и даже в большей степени, пострадало и средневековое христианское Болгарское государство (православные, однако, считались на Западе еретиками). Поход лично возглавил Амадей VI Зелёный, граф Савойский. Как и крестовый поход на Александрию, савойский крестовый поход задумал римский папа Урбан V.

## Хронология событий

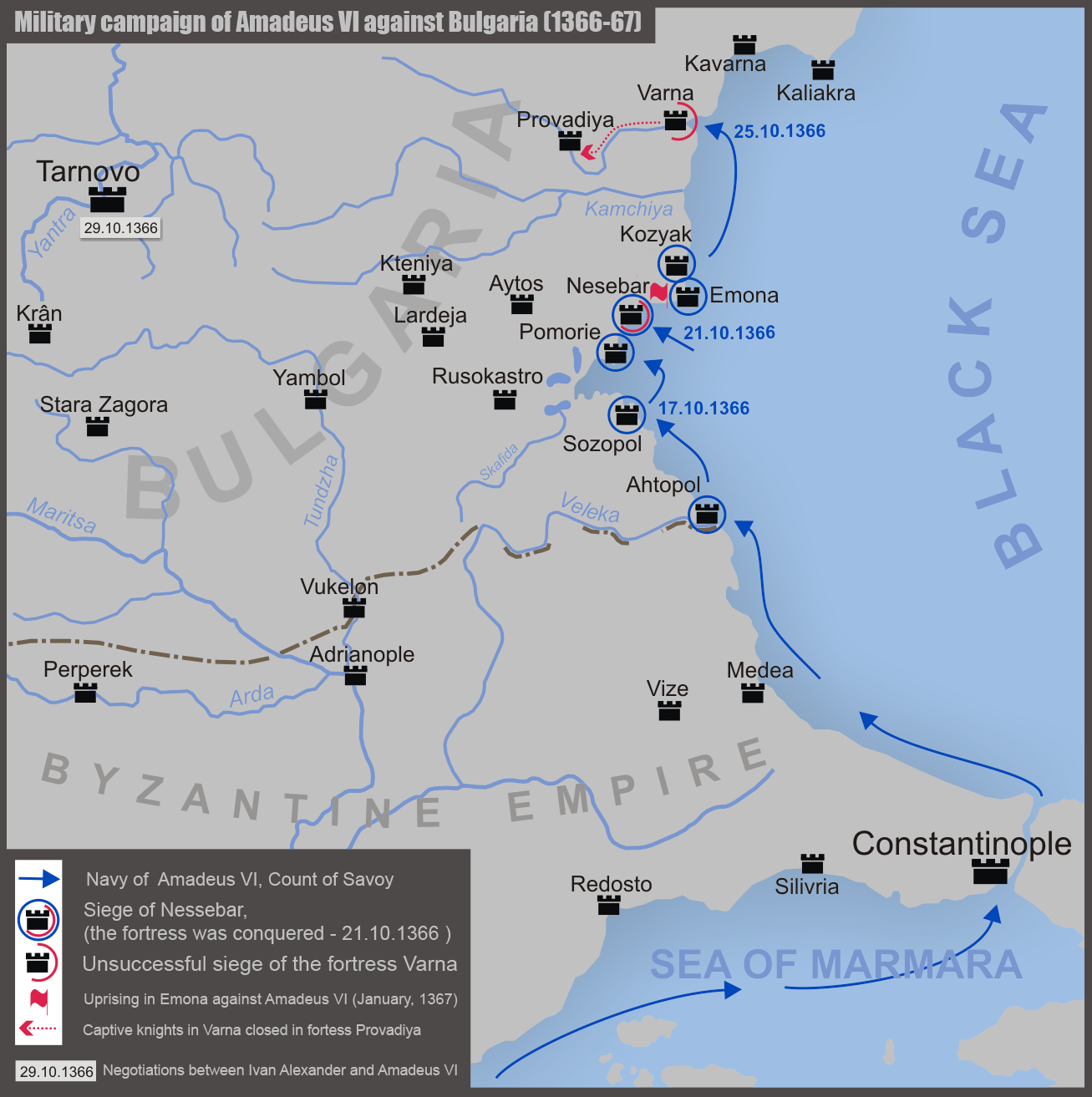
Карта продвижения похода в Мраморном море и вдоль черноморского побережья Болгарии.

26 августа 1366 года савойцы выбили турок из Галлиполи, назначив новыми военными комендантами Джакомо ди Лузерна (итал. Giacomo di Luserna) в самом городе и Аймоне Микаеле (итал. Aimone Michaele) в его крепости. Перед комендантами была также поставлена задача охранять проливы от турок, которых уже более 10 лет массово переселялись в Европу из Малой Азии.
Формально контроль над Геллеспонтом был передан Византии. Однако полностью выгнать турок из Фракии, равно как и сражаться с полчищами османов в Малой Азии относительно небольшому отряду было уже явно не под силу. Кроме того, по уже сложившейся традиции, византийцам было гораздо проще и безопаснее заниматься мелкими стычками с соседними балканскими государствами. В результате по поручению греческого императора савойцы направляются в Болгарию, где берут для Византии несколько причерноморских крепостей. На обратном пути весной следующего года савойцы провели карательную операцию против турецких пиратов в окрестностях Константинополя, выгнав турок от городских предместий Региум и Калонеро (ныне Кючюкчекмедже и Бюйюкчекмедже). Но воспользоваться плодами савойских побед византийцы не смогли по вине своих же правителей. В качестве платы за военную помощь османов в борьбе за престол, Андроник вернул в 1377 году город Галлиполи османам.